# 乔治·戈拉
乔治·戈拉（義大利語：Giorgio Gorla，1944年8月7日—），意大利男子帆船运动员。他曾代表意大利参加1980年、1984年和1988年夏季奥林匹克运动会帆船比赛，获得二枚铜牌。